# 特氏無線鰨
特氏無線鰨為輻鰭魚綱鰈形目鰨亞目舌鰨科的中一種，分布於西南大西洋巴西東南部至阿根廷海域，棲息深度7-190公尺，體長可達13.9公分，棲息在底層水域，生活習性不明。

## 扩展阅读
維基物種上的相關：特氏無線鰨